# Lopo Cancela de Abreu
Lopo de Carvalho Cancela de Abreu (* 15. Dezember 1913 in Guarda; † 20. Oktober 1990) war ein portugiesischer Arzt und Politiker, der unter anderem von 1968 bis 1970 Minister für Gesundheit und Unterstützung war.

## Leben
Abreu absolvierte nach dem Schulbesuch ein Studium der Medizin an der Universität Lissabon sowie Fortbildungen im Bereich Pneumologie an der Universität Rom. Danach war er als Assistenzarzt und später Arzt in der Klinik für Lungenkrankheiten der Medizinischen Fakultät der Universität Lissabon tätig, ehe er Professor und Direktor des 1953 gegründeten Nationalen Instituts zur Behandlung von Tuberkulose IANT (Instituto de Assistência Nacional aos Tuberculosos) wurde.
Am 27. September 1968 wurde Abreu von Premierminister Marcelo Caetano zum Minister für Gesundheit und Unterstützung (Ministro da Saúde e Assistência) berufen und bekleidete diese Funktion bis zum 26. August 1970. 1969 wurde Abreu erstmals zum Mitglied der Nationalversammlung (Assembleia Nacional) gewählt und vertrat in dieser bis zur Nelkenrevolution am 25. April 1974 den Wahlkreis Aveiro. Während seiner Parlamentszugehörigkeit war er in der zehnten Legislaturperiode nach seinem Ausscheiden aus der Regierung von 1970 bis 1973 Mitglied des Ausschusses für kommunale und allgemeine Verwaltung sowie zwischen 1973 und 1974 Vorsitzender des Ausschusses für Auswärtige Beziehungen.
Für seine Verdienste wurde ihm am 14. Februar 1970 das Großkreuz des Orden des Infanten Dom Henrique (Ordem do Infante D. Henrique) sowie am 11. Februar 1984 die Würde eines Kommandeurs des Verdienstordens (Ordem do Mérito) verliehen.